# Bucht von Lannion

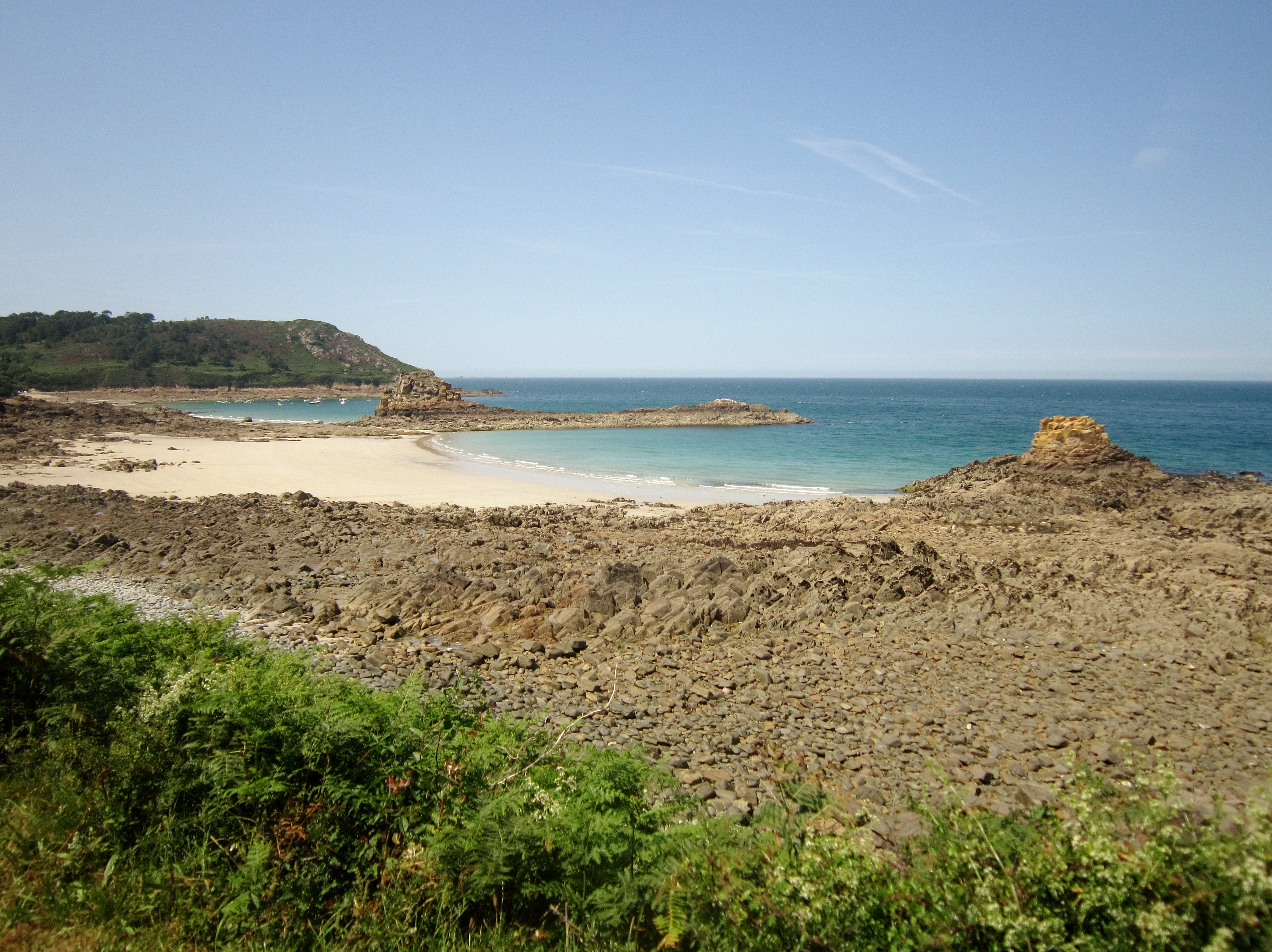
Die Buch von Guimaëc im südwestlichen Teil der Bucht von Lannion

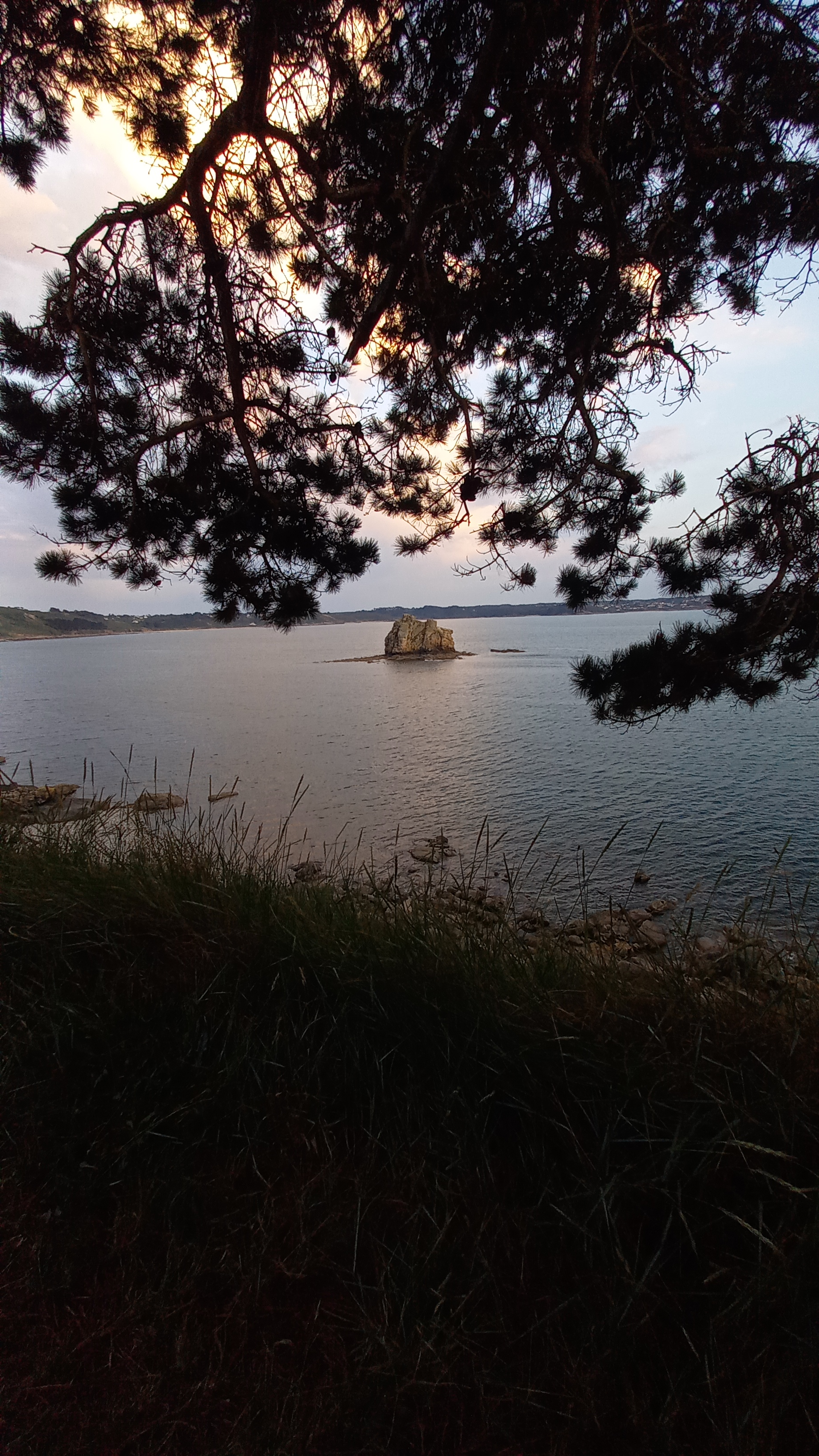
Roc’h-a-Vignon im nordöstlichen Teil der Bucht vom E9 aus gesehen

Die Bucht von Lannion (französisch Baie de Lannion) ist eine Bucht an der Léguer-Mündung im Finistère und an der Rosa Granitküste im Département Côtes-d’Armor in der Bretagne am Ärmelkanal.

## Lage
Die Bucht erstreckt sich vom Pointe de Primel bei Plougasnou im Westen bis zur Île-Grande bei Pleumeur-Bodou im Nord-Osten.
An der Küstenlinie im Finistère liegen die Gemeinden Plougasnou, Guimaëc und Locquirec. Die Orte Plestin-les-Grèves, Saint-Michel-en-Grève, Trédrez-Locquémeau, Loguivy-lès-Lannion, Trébeurden mit der Île Milliau und der Île Molène, Pleumeur-Bodou mit der Île-Grande. Schutzgebiete sind die Zone naturelle d’intérêt écologique, faunistique et floristique Pointe de Bihit et Roc’h-a-Vignon.
Die Bucht hat ihren Namen von der Stadt Lannion, die stromaufwärts der Léguer-Mündung liegt.